# Chileense presidentsverkiezingen 1896
De Chileense presidentsverkiezingen van 1896 vonden op 25 juni van dat jaar plaats. De verkiezingen werden gewonnen door de kandidaat van de Coalición, Federico Errázuriz Echaurren. De kandidaat van de Alianza Liberal, Pedro Vicente Reyes, weigerde zijn verlies te erkennen omdat de uitslag zo dicht bij elkaar lag. Op 25 juli wees het Nationaal Congres van Chili alsnog de kandidaat van de Coalición

## Verkiezingsuitslag
| Kandidaat | Kandidaat | Kandidaat                    | Partij | Partij             | Stemmen | Percentage |
| --------- | --------- | ---------------------------- | ------ | ------------------ | ------- | ---------- |
|           |           | Federico Errázuriz Echaurren |        | Coalición/PL       | 143     | 50,71%     |
|           |           | Pedro Vicente Reyes          |        | Alianza Liberal/PL | 139     | 49,29%     |
| Totaal    | Totaal    | Totaal                       |        |                    | 282     | 100%       |

## Verkiezing door de plenaire zitting van hetNationaal Congres van Chili
| Kandidaat | Kandidaat | Kandidaat                    | Partij | Partij             | Stemmen | Percentage |
| --------- | --------- | ---------------------------- | ------ | ------------------ | ------- | ---------- |
|           |           | Federico Errázuriz Echaurren |        | Coalición/PL       | 62      | 50,82%     |
|           |           | Pedro Vicente Reyes          |        | Alianza Liberal/PL | 60      | 49,18%     |
|           |           | Abstentie                    |        |                    | 1       | —          |
| Totaal    | Totaal    | Totaal                       |        |                    | 122     | 100%       |

| Alianza Liberal                             |
| Partido Liberal (minderheid, linkervleugel) |
| Partido Radical                             |
| Partido Liberal Doctrinario                 |

| Coalición                     |
| Partido Liberal (meerderheid) |
| Partido Conservador           |
| Partido Nacional              |

## Bron
- (es)  Elección Presidencial 1901